# Ian Hussein Ngobi
Ian Hussein Ngobi (Gennep, 11 april 2002) is een Nederlandse voetballer die doorgaans speelt als rechtsback.

## Clubcarrière
Ngobi, zoon van een Oegandese vader en een Nederlandse moeder, maakte als E-junior van Vitesse '08 de overstap naar VVV-Venlo, waar hij de jeugdopleiding doorliep en in de loop van het seizoen 2021/22 aansloot bij de selectie van het eerste elftal. Als vervanger van de zieke Tobias Pachonik liet trainer Jos Luhukay hem op 14 maart 2022 debuteren in een uitwedstrijd bij Helmond Sport, waarin Ngobi met een assist bij de 0-1 van Carl Johansson een bijdrage had in de 0-3 zege. In het begin van het seizoen 2022/23 werd al snel duidelijk dat de rechtsback onder de nieuwe trainer Rick Kruys niet meer kon rekenen op speeltijd. In september 2022 besloot Ngobi om VVV te verlaten en te stoppen in het betaald voetbal. Een maand later sloot de Gennepenaar aan bij de naburige eersteklasser Achilles '29.

## Clubstatistieken
| 2021/22                                | VVV-Venlo | Eerste divisie | 7 | 0 | 0 | 0 | — | — | 7 | 0 |
| 2022/23                                | VVV-Venlo | Eerste divisie | 0 | 0 | 0 | 0 | 0 | 0 | 0 | 0 |
| Totaal                                 | Totaal    | Totaal         | 7 | 0 | 0 | 0 | 0 | 0 | 7 | 0 |
| Bijgewerkt tot en met 8 september 2022 |           |                |   |   |   |   |   |   |   |   |